# Ilse Heß
Ilse Heß (nacida Pröhl, 22 de junio de 1900 - 7 de septiembre de 1995) fue una política y escritora alemana. Después de la Segunda Guerra Mundial, se convirtió en una conocida autora.

## Biografía

### Familia
Ilse Pröhl provenía de una familia conservadora nacionalista. Era una de las tres hijas del rico médico y doctor Friedrich Pröhl y su esposa Elsa (nacida como Meineke). Friedrich fue asesinado en el Kapp Putsch. Su madre se casó con el artista Carl Horn, director del Museo de Arte de Bremen.

### Relación con Rudolf Heß
Ilse conoció a Rudolf Heß en abril de 1920 en Múnich. Fue una de las primeras mujeres en estudiar en la Universidad de Múnich. En 1921, se unió al NSDAP (Partido Nacionalsocialista Obrero Alemán) por primera vez, y se reincorporó en 1925 (número de membresía #25.071) después de que el partido había sido prohibido. Se sintió atraída por Rudolf Hess desde el principio, pero Hess era reacia a entablar una relación. Ilse le presentó a Hess a Adolf Hitler, a quien le gustaba viajar en los círculos de mujeres acomodadas. Hitler finalmente dio el impulso al matrimonio, que tuvo lugar el 20 de diciembre de 1927 en Múnich. Hitler también fue el padrino de su único hijo, Wolf Rüdiger Hess, quien nació el 18 de noviembre de 1937. Después del vuelo de Rudolf Hess a Escocia, Ilse salió de Múnich con su hijo para vivir en Hindelang. 

### Posguerra
El 3 de junio de 1947, Ilse Heß, como todas las esposas de los criminales de guerra condenados o ejecutados durante los juicios de Núremberg, fue arrestada y trasladada al campo de internamiento en Augsburg-Göggingen. El 24 de marzo de 1948 fue liberada nuevamente y se estableció en Allgäu, donde abrió una pensión en 1955.
Ilse Heß era una nacionalsocialista convencida. Hasta su muerte, ella permaneció leal a Hitler y sus puntos de vista, y apoyó a Stille Hilfe después de la guerra. Su libro de 1952 England - Nuremberg - Spandau. Ein Schicksal in Briefen fue publicado por la editorial nacionalista Druffel-Verlag. Mantuvo correspondencia con, entre otros, Winifred Wagner, quien también continuó admirando a Hitler.

### Muerte

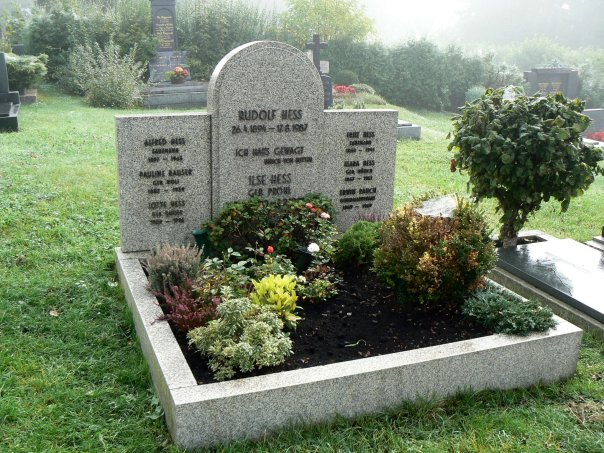
Tumba de Ilse y Rudolf en Wunsiedel.

Ilse Heß murió el 27 de septiembre de 1995 a los 95 años y fue enterrada junto a su esposo en Wunsiedel, Baviera.

## Publicaciones

### En alemán
- Ein Schicksal in Briefen. Leoni am Starnberger Véase: Druffel-Verlag, 1971 (más de 40 ediciones).
- Antwort aus Zelle 7. Leoni am Starnberger Véase: Druffel-Verlag, 1967.
- England - Nuremberg - Spandau . Leoni am Starnberger Véase: Druffel-Verlag, 1967.
- Gefangener des Friedens - Neue Briefe aus Spandau . Leoni am Starnberger Véase: Druffel-Verlag, 1955.